# Нікель-58
Нікель-58 (хімічне позначення: 5828Ni) — (квазі)стабільний ізотоп нікелю. Це найпоширеніший ізотоп.

## Частка
Дослідження з використанням співвідношення стабільних ізотопів нікелю для отримання інформації все ще знаходяться в розробці в 2018 році, хоча Vyllininskii et al. у 2009 році показали, що в гірських породах відбувається невеликий обмін, тоді як метаногенні організми віддають перевагу легким ізотопам. Можливо, метаногенез виник в архейському еоні, і ізотопи нікелю можуть надати інформацію про це.
Немає вказівок на те, що фракціонування відбувалося під час плавлення та диференціації Землі, але існують відмінності приблизно до 1,5 ‰ між магматичними породами та FeMn-корою, сланцями та сульфідами. Це означає, що неорганічні процеси також сприяли фракціонуванню.